# باشگاه جوی لاک (فیلم)
باشگاه جوی لاک (انگلیسی: The Joy Luck Club) فیلمی در ژانر درام به کارگردانی وین وانگ است که در سال ۱۹۹۳ منتشر شد.

## بازیگران
- تسای چین
- لیسا لو
- مینگ-نا ون
- تاملین تومیتا
- لورن تام
- روزالیند چائو
- مایکل پال چان
- اندرو مک‌کارتی
- کریستوفر ریچ
- دایان بیکر
- لوسیل سونگ
- راسل وونگ
- ویکتور وانگ
- ویویان وو